# Harold Delos Babcock
Harold Delos Babcock (24 de janeiro de 1882 — Pasadena, 8 de abril de 1968) foi um astrônomo estadunidense.
Seus ancestrais eram ingleses e alemães. Pai de Horace Welcome Babcock. Estudou na Universidade da Califórnia em Berkeley, e trabalhou no Observatório Monte Wilson, de 1907 a 1948. Especializado em espectroscopia solar, mapeou a distribuição dos campos magnéticos da superfício do sol. Trabalhando com seu filho, revelou a existência de fortes campos magnéticos em algumas estrelas. Em 1953 recebeu a Medalha Bruce.
A cratera lunar Babcock foi batizada com seu nome, assim como o asteroide 3167 Babcock (homenageando também seu filho).

## Obituários
- «Obs 88 (1968) 174»
- «QJRAS 10 (1969) 68»